# اخلاص در اسلام
اخلاص به معنی پیراستگی از آمیزه‌ها و انگیزه‌های دنیوی است و ضد آن ریا و سمعه است. در زمینه اسلامی اخلاص نسبت به دین سنجیده می‌شود؛ یعنی ایمان به یگانگی خدا در ذات و صفات و افعال است و ضد آن شرک در الوهیت است، اخلاص در دین به این معناست که دین خدا از تثلیث و شرک و تشبیه و هر امر غیر خدایی پاک باشد که همان توحید است و گاهی اخلاص با عمل سنجیده می‌شود که ضد آن «ریا» در اعمال و عبادت‌ها است. خدای تعالی از پیامبران الهی به عنوان بندگان «مُخلِص» یاد کرده‌است.
گرچه در قرآن تمام عبادات و شئون زندگی انسان باید به انگیزه خشنودی خداوند باشد و پیامبران خدا هم انسان را به بندگی خالصانه در تمام شئون حیات دعوت کرده‌اند، ولی در قرآن تأکید و تصریح بیشتری به اخلاص در برخی اعمال شده‌است؛ از جمله در عباداتی مانند نماز، زکات، مناسک حج، خمس و جهاد در راه خدا که به‌طور گسترده بندگان را به عبادت خالصانه دعوت کرده‌است. همچنین دربارهٔ انفاق و اطعام و هرنوع هزینه‌های مالی شرط پذیرش آن را مبری بودن از ریا و انگیزه‌های دنیوی ذکر کرده‌است، نجوا و سخن پنهانی در بین مردم اگرچه نکوهیده‌است، ولی به انگیزه اصلاح بین مردم و در صدقه و هر کار پسندیده که با نیت خالص برای خشنودی خدا باشد، ستایش شده‌است و صبر و توبه و بازگشت به خدا را در صورتی سبب آمرزش و سعادت شمرده‌است که بدون ریا و خالص برای خدا باشد. قرآن ضمن دعوت به عبادت و دعای خالص، کسانی که در سختی و اضطرار خدا را می‌خوانند و بعد از نجات از سختی‌ها به خدا شرک می‌ورزند، نکوهش کرده‌است.

## مفهوم‌شناسی
در بیان لغت شناسان اخلاص از ماده «خلص» به معنای «پیراستگی از آمیزه‌ها» است، همچنین اخلاص در اصطلاح قرآنی به معنای اعتقاد به یگانگی خدا و تبری و بیزاری از هر چیز غیر خدایی» است. از این رو، به سوره قل هو الله أحد سورۂ اخلاص گفته‌اند.
ضد اخلاص ریا و سمعه است «ریا» مشتق از «رؤیت» به معنای «دیدن» است و در اصطلاح به معنای «طلب منزلت و مقام در قلوب مردم با ارائه اعمال نیک» است. به تعبیر خواجه نصیر طوسی ریا آن بود که غرض دیگر با آن درآمیزد؛ مانند حب جاه و مال یا طلب نیکنامی یا طمع ثواب آخرت.
«سمعه» از ریشة مسمعه نیز به معنای رساندن عمل به گوش دیگران به انگیزه طلب منزلت در دل «مردم» است.

## مراتب اخلاص

### اخلاص در اعتقاد
از مراتب اخلاص، اخلاص در اعتقاد و توحید در عبادت است. وظیفه بندگی و تسلیم در برابر خدا اقتضا دارد که همه بندگان خدا را با نیت خالص پرستش کنند و در عبادت و طاعت به خدا شرک نورزند. آنچنان که در سوره بینه آمده‌است: (وما أمروا إلا لیعبدوا الله مخلصین له الدین) و به آنها دستوری داده نشده بود، جز اینکه خدا را بپرستند. در حالی که دین خود را برای او خالص کنند.

### اخلاص در عبادت
انجام عبادت خالصانه برای خدا از دستورهای خداوند به بندگان است، چنان‌که در سوره سبأ آمده‌است: (قل إنما أعظکم بواحدة أن تقوموا لله)، «قیام» یعنی برخاستن است و در آیه منظور انجام عبادت‌ها و تکالیف الهی است و قید «الله» به این معنی است که قیام باید خالص برای خدا باشد.
اخلاص در نماز، زکات، مناسک حج، خمس و جهاد از متعلقات اخلاص در عبادت است که در قرآن بر آن تأکید وتصریح شده‌است.

### اخلاص در فضایل ایمانی و اعمال اجتماعی
انفاق، اطعام، دعا، توبه، صبر، بیعت، هجرت،شهادت برخی از فضایل اخلاقی و اعمال عبادی و اجتماعی است که خدای تعالی به صدق نیت و اخلاص در آن تصریح کرده‌است.